# Alan Stewart (10e comte de Galloway)
Alan Plantagenet Stewart, 10e comte de Galloway (21 octobre 1835 - 7 février 1901), appelé Lord Garlies jusqu'en 1873, est un pair et un homme politique britannique.

## Biographie

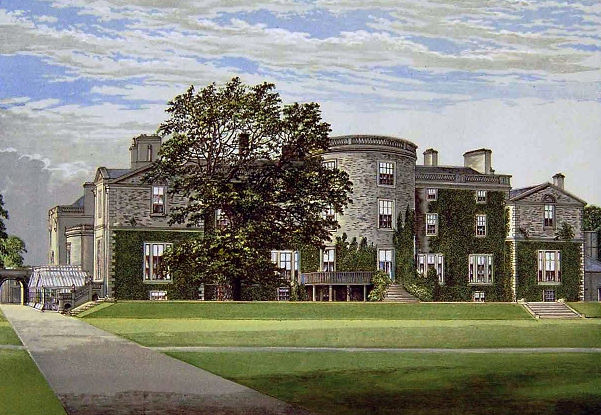
Galloway House, vers 1800.

Il est le fils aîné de Randolph Stewart (9e comte de Galloway), et d'Harriett Blanche, fille de Henry Somerset (6e duc de Beaufort). Il fait ses études à la Harrow School.
Il joue au Cricket de première classe du club de Marylebone entre 1858 et 1864.
Il siège comme député du Wigtownshire entre 1868 et 1873. La dernière année, il succède au comté et au domaine de son père, et hérite du siège familial de Galloway House, et entre à la Chambre des lords.
Il est Lord haut-commissaire à l'Assemblée générale de l'Église d'Écosse de 1876 à 1877, juge de paix et lieutenant suppléant de Kirkcudbrightshire et de Wigtownshire. En 1887, il est nommé Chevalier du Chardon.

## Famille
Lord Galloway épouse Arabella Arthur, fille de James Gascoyne-Cecil (2e marquis de Salisbury), en 1872 (il est par conséquent le beau-frère du premier ministre Robert Arthur Talbot Gascoyne-Cecil). Le couple est sans enfant. Il meurt en février 1901, à l'âge de 65 ans, et son frère cadet, Randolph, lui succède au comté. Galloway est décédée en août 1903.